# Vicente Cerna y Cerna
Vicente Cerna (Chiquimula, Guatemala, 22 de enero de 1815-Ciudad de Guatemala, 28 de junio de 1885) fue Presidente de Guatemala desde el 24 de mayo de 1865 hasta el 29 de junio de 1871.  
Perteneció al Partido Conservador y accedió al poder tras la muerte del presidente vitalicio de Guatemala, teniente general Rafael Carrera en 1865.
Tras la muerte del general Carrera el 14 de abril de 1865 quedó en el poder interinamente Pedro de Aycinena, hasta que el mariscal Cerna fue designado presidente el 24 de mayo de ese año.
Cerna continuó con la política conservadora de Carrera y fue reelecto para otro período presidencial que se inició el 24 de mayo de 1869. Pero entonces los criollos liberales se alzaron en armas dirigidos por Miguel García Granados y Justo Rufino Barrios y lograron derrocar al gobierno de Cerna el 29 de junio de 1871.

## Biografía

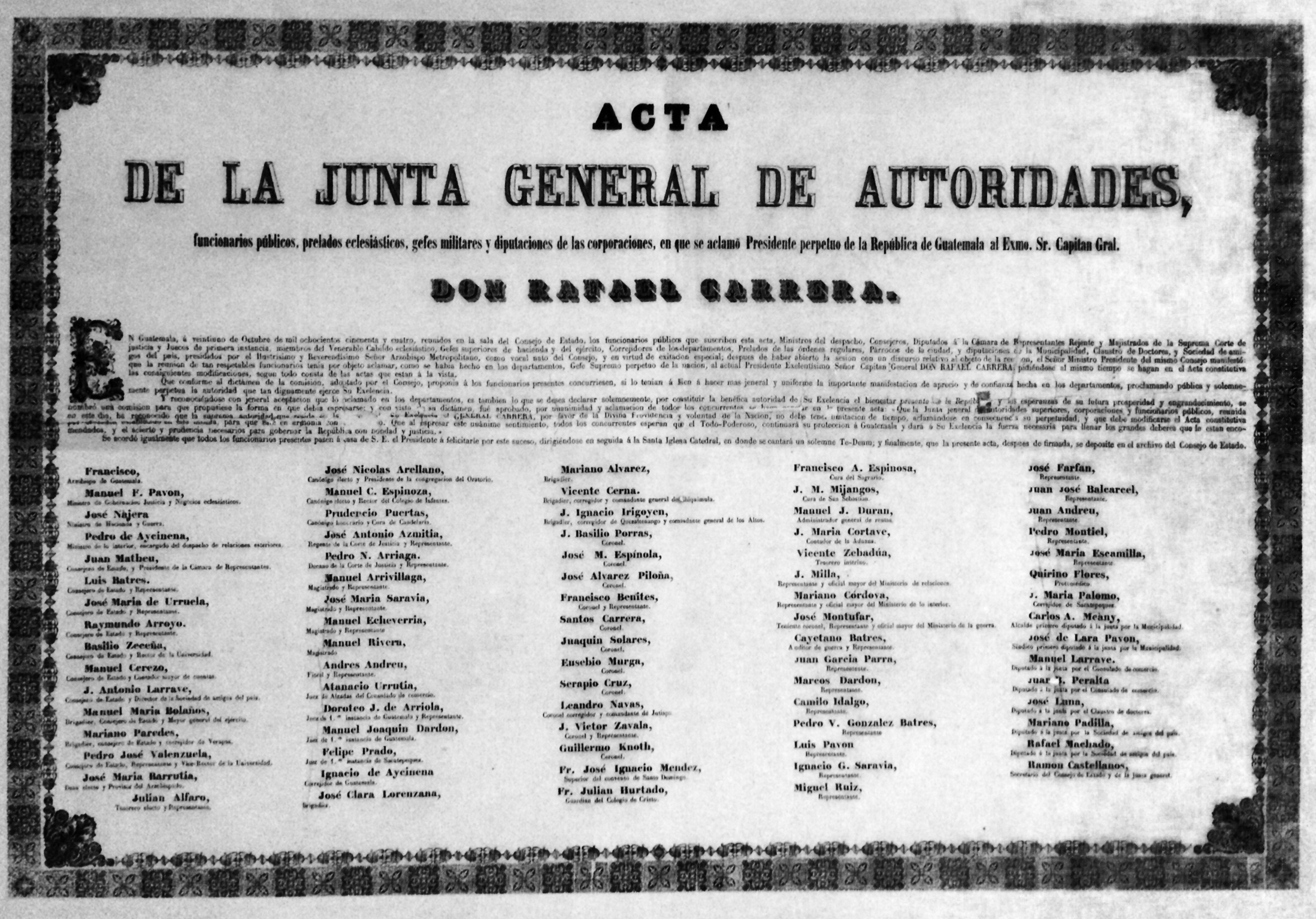
Acta en donde se declara presidente vitalicio a Rafael Carrera; Cerna y Cerna es uno de los firmantes.
Museo Nacional de Historia de Guatemala.

El mariscal Cerna era originario de Chiquimula; nació en el municipio de Ipala a principios del siglo xix, donde ejerció como procurador y corregidor. Era correligionario de Rafael Carrera y fue oficial de su ejército con resultados satisfactorios.  Participó en la Batalla de la Arada como coronel, al mando de una facción del Ejército conservador de Guatemala cuando era corregidor de Chiquimula en 1851.  Posteriormente, estuvo entre los firmantes del acta en donde se declara a Carrera como Presidente Vitalicio de Guatemala en 1854. Su alta jerarquía en el gobierno conservador guatemalteco le permitió aspirar al puesto de presidente tras el fallecimiento de Carrera en 1865.

### Batalla de la Arada
El gobernante salvadoreño Doroteo Vasconcelos dio asilo a los liberales guatemaltecos, tras las derrotas que les infringió Rafael Carrera.  Entre los exiliados estaba José Francisco Barrundia -acérrimo enemigo de Carrera- quien fundó un periódico para atacar al gobierno conservador guatemalteco. Vasconcelos alimentó, durante todo un año a la facción rebelde «La Montaña», en el oriente de Guatemala distribuyendo dinero y armas entre los sublevados. A fines del año de 1850, Vasconcelos se sintió cansado de esta guerra lenta contra Guatemala y decidió obrar abiertamente. Así las cosas, el mandatario salvadoreño inició una cruzada contra el régimen conservador de Guatemala, invitando a participar en la alianza a Honduras y Nicaragua; pero de ambos gobiernos solo el hondureño presidido por Juan Lindo aceptó participar en la invasión.
Entre tanto, en Guatemala, donde se conocían perfectamente los planes de invasión en su contra, el presidente Paredes tomó las previsiones necesarias para enfrentar la situación, mientras el arzobispo don Francisco de Paula García Peláez ordena en su archidiócesis rogativas de paz.
El día 4 de enero de 1851 se reunieron en Ocotepeque los presidentes de Honduras y El Salvador, con la cual quedó sellada la alianza en contra de Guatemala. El ejército salvadoreño se componía de cuatro mil hombres perfectamente municionados y con apoyo de artillería; los hondureños por su parte, aprestaron dos mil hombres para la campaña. El grueso de las fuerzas aliadas se situó en Metapán, por ser esta una ubicación próxima a Honduras y a la frontera guatemalteca.
La «Batalla de la Arada», donde Cerna y Cerna -entonces Corregidor de Chiquimula- tuvo un papel destacado al frente de uno de los batallones guatemaltecos, se libró el 2 de febrero de 1851 cerca de la ciudad de Chiquimula en Guatemala. La batalla fue la amenaza más patente para Guatemala de perder su soberanía como república.  La estrategia que utilizó el comandante general de Guatemala, Rafael Carrera, resultó en una victoria aplastante para sus tropas, que únicamente sufriendo ciento veinticinco bajas entre muertos y heridos, contra más de mil quinientas bajas del enemigo.
Tras La Batalla de la Arada, el 22 de octubre de 1851 renunció el presidente Paredes; la Asamblea Nacional nombró a Carrera para que lo sustituyera, y este tomó posesión de la Presidencia el 6 de noviembre de 1851 tras haber solicitado a los representantes que modificasen la Constitución de la República a su conveniencia. Paredes pasó a formar parte de sus oficiales, y le fue leal hasta su muerte en 1856.

### Campaña contra Gerardo Barrios
En 1863 el general hondureño José María Medina Castejón, con su alto mando compuesto entre otros oficiales por el general Florencio Xatruch, y el teniente coronel Juan Antonio Medina Orellana, conversaron con el general Rafael Carrera, quien reunió un ejército con hondureños, salvadoreños y guatemaltecos comandados por el entonces general brigadier Vicente Cerna y Cerna.  Este ejército invadió Honduras, tomando Cucuyagua el 10 de junio y luego «Los Llanos» de Santa Rosa el 15 de junio, consiguiendo que luego de esta acción, las comunidades de Gracias a Dios y sus alrededores proclamaran a José María Medina como presidente de Honduras;.  Finalmente, marcharon hacia la capital Comayagua para deponer al presidente interino José Francisco Montes Fonseca. Las tropas gubernamentales de Honduras, incendiaron la ciudad de Comayagua antes de huir al ver que el ejército de Cerna les superaba.

## Gobierno
En 14 de abril de 1865 murió el general Rafael Carrera, y la asamblea se reunió el 3 de mayo para elegir al hombre que debería sustituirlo en la presidencia de la República, saliendo destinado el mariscal Cerna, quien aún desempeñaba el puesto de corregidor de Chiquimula. El consejero de Estado, Manuel Francisco González  no logró superar los 26 votos.

### Elecciones presidenciales de 1869
Finalmente, se llamó a elecciones en enero de 1869. Los conservadores postularon al ipalteco Cerna, que había continuado como Presidente interino; mientras los liberales postularon a Zavala. Bajo fuertes denuncias de fraude ganó Cerna. 
He aquí como relata la elección el escritor y propagandista liberal Ramón A. Salazar:
| José Víctor Zavala, era uno de estos seres privilegiados. Usaba un uniforme muy correcto y elegante, de General. Sus facciones eran simpáticas y se prestaban al dibujo. Recuerdo que cuando nosotros en el colegio traveseábamos con el crayón tratando de sacar de memoria el retrato de Cerna, siempre obteníamos una caricatura, en tanto que el de Zavala nos salía perfectamente. El día 17 de enero de 1869 las galerías de la Asamblea, los corredores del edificio en que esta se hallaba y las calles adyacentes estaban llenas de gente. El Gobierno había puesto sobre las armas tres mil hombres. En las calles cercanas al edificio de la Representación Nacional se halla- ban estacionados algunos batallones, que mudos y sombríos descansaban sobre sus armas. La gendarmería, formada en fila en el interior del edificio al mando de su Jefe el sicario Jerez, un nicaragüense rechoncho, de cara avinagrada á quien no había más que azuzar, para que se echara contra los liberales. Y comenzó el escrutinio por medio de papeletas cerradas. Todos estábamos callados y ansiosos. En las tribunas de los Diputados se oían cuchicheos y susurros. Los Jefes de ambos bandos iban de un lado a otro apretando la mano á auno, confortando al de más allá, y a medida que la votación avanzaba crecía la ansiedad. De las manos de algunos diputados pudientes se veían deslizarse unos papelitos que a nosotros nos parecieron cheques. Al fin se terminó el acto, y se proclamó el resultado de la elección. El General Cerna había resultado reelecto por mavoría de votos. Invitóse al General Zavala para que se pusiese al frente de nosotros que, aunque mal armados, lo llevaríamos á la victoria. Pero no quiso. El dijo «que no quería subir al solio presidencial sobre gradas de lodo, sino sobre alfombras.» |

### Tipo de gobierno
Entre los logros de su mandato se encuentran la introducción del telégrafo, el estudio de líneas de ferrocarril y la construcción del puerto de San José en el Pacífico. Sin embargo, no fue capaz de prever la transición de la exportación del añil hacia la del café, manteniendo el país en un estado de feudalismo, según palabras de Miguel Ángel Asturias en su libro Hombres de maíz.
Su estilo de gobierno autoritario y represivo levantó los ánimos de la oposición liberal.  El levantamiento de Serapio Cruz en 1867 fue sofocado y Cerna fue elegido de nuevo el 17 de enero de 1869, lo que provocó protestas lideradas por Luis Rubio, quien falleció en los altercados. De nuevo Cruz y Justo Rufino Barrios se levantaron pero fueron derrotados el 1 de enero de 1870 tras lo cual Cruz fue decapitado y su cabeza exhibida públicamente y llevada en una canasta desde Palencia hasta Guatemala.
Los autores liberales como Alfonso Enrique Barrientos describen así el gobierno del Mariscal Cerna:

«Un gobierno conservador y retrógrado, mal organizado y peor intencionado, piloteaba el país, centralizando los poderes en Vicente Cerna, mílite ambicioso que, no contento con ostentar el grado de general, se había autoascendido a Mariscal, o obstante que ese grado no existía ni existe en la organización militar guatemalteca.  El mariscal se decía Presidente de la República, pero en realidad era el capataz de un pueblo oprimido y vejado, adulador y cobarde que no se había atrevido ni siquiera a decir al dictador que se retirara de la presidencia amenazándolo con la revolución».

Ante estas afirmaciones, algunas observaciones son necesarias:
1. Por gobierno conservador, retrógrado y mal organizado Barrientos quiere decir que no había separación entre Iglesia y Estado ya que el gobierno conservador estaba fuertemente ligado al poder de las órdenes regulares de la Iglesia Católica, quienes estaban entonces entre los principales terratenientes de Guatemala.  La estrecha relación entre Estado e Iglesia en Guatemal había sido ratificada mediante el Concordato de 1852, el cual estuvo vigente hasta la caída de Cerna.[12]
2. El pueblo oprimido y vejado: se refiere aquí a los liberales, quienes no se habían atrevido a alzarse durante el gobierno de Carrera (1840-1865) porque hasta los generales liberales como Serapio Cruz se habían dado cuenta de que el poder político y militar de Carrera era considerable y prácticamente invencible, e incluso hasta pelearon bajo sus órdenes.[1]  Los liberales esperaron a que muriera Carrera para alzarse y dirigieron contra Cerna todo el encono que hasta entonces tenían contenido.
3. El grado de Mariscal sí existía en el ejército guatemalteco en ese entonces:  tras la invasión a El Salvador fueron ascendidos a mariscales los oficiales Serapio Cruz -Tata Lapo- y José Víctor Zavala -el Mariscal Zavala-, quienes habían sido de gran importancia en la vida militar del país en la segunda mitad del siglo xix.[13]

### Derrocamiento
Durante su gobierno se persiguió y se castigó con la cárcel y el destierro a los miembros del partido liberal que encabezaban la oposición, entre los que estaban los iniciadores de la Revolución Liberal de 1871. Por esos días vivía en Guatemala el intelectual hondureño Ramón Rosa, quien empezó a editar el periódico El Centroamericano, el cual era de tendencia liberal y que atacaba fuertemente al gobierno conservador.
Finalmente, el presidente mexicano Benito Juárez envió refuerzos y armas modernas a las tropas estacionadas en Chiapas hasta Guatemala, comandadas por Miguel García Granados y Justo Rufino Barrios. Tras dos derrotas devastadoras el 23 de junio en Totonicapán y el 28 en San Lucas Sacatepequez, Cerna abandonó la presidencia del país el 28 de junio de 1871; salió huyendo a El Salvador, para lo que sus amistades le prestaron dinero, pues tenía muy pocos bienes, dejando constancia del celo con que protegió los bienes de la hacienda pública, lo cual es reconocido incluso por escritores liberales, como Federico Hernández de León.
| Campaña                          | Fecha                   | Descripción |
| -------------------------------- | ----------------------- | --- |
| Antecedentes                     | 14 de abril de 1865     | Muere el general Carrera y se inician insurrecciones en el área dominada por los criollos liberales. |
| Antecedentes                     | 1868                    | El gobierno conservador tomó fuertes medidas represivas en la región montañosa, mudando poblados completos a nuevas ubicaciones y evacuando a la población de las regiones en conflicto para debilitar a los rebeldes. Francisco Cruz se alzó en armas desde la hacienda de Justo Rufino Barrios en Malacatán, pero fue derrotado y pasado por las armas; Barrios huyó a Chiapas y se convirtió en el líder de los liberales guatermalteco, con la ayuda del presidente mexicano Benito Juárez. El padre de Barrios fue capturado y torturado en la ciudad de Guatemala. El gobierno de Cerna estaba completamente identificado con la élite conservadora del Clan Aycinena y había perdido el apoyo de las grandes masas indígenas que eran incondicionales a Carrera. |
| Antecedentes                     | 8 de enero de 1869      | El mariscal Cerna y Cerna, intentado legitimar su presidencia, anuncia que su período presidencial terminaría el 23 de mayo de ese año y convoca a una reunión de la asamblea el 17 de enero para elegir nuevo presidente, cuya presidencia terminaría en 1872. Los liberales se dedicen por José Víctor Zavala, conservador y amigo de Carrera, como su candidato, pues consideran que es el único que podría guiar la transición entre los radicales conservadores y los liberales positivistas. |
| Antecedentes                     | 17 de enero de 1869     | El mariscal Cerna fue elegido en la asamblea, mientras que el general Zavala empieza a coincidir con los representantes liberales, aunque sin dejar de ser leal al gobierno conservador. |
| Antecedentes                     | 25 de noviembre de 1869 | Tras suspender las garantías constitucionales, Cerna avisa a la Asamblea que va a suspender sus sesiones pues las condiciones del país no garantizaban que este cuerpo se reuniera normalmente. La Asamblea cierra sus sesiones el 1 de diciembre de 1869 y da poder al presidente para acabar con los insurrectos. |
| Campaña del general Serapio Cruz | 7 de diciembre de 1869  | Las tropas liberales de Serapio Cruz atacan la plaza de Huehuetenango donde fueron rechazadas por las fuerzas del gobierno conservador. |
| Campaña del general Serapio Cruz | 23 de enero de 1870     | El general Serapio Cruz, que se había alzado en armas contra el gobierno conservador de Cerna fue derrotado en Palencia en donde sus fuerzas se dispersaron y él fue hecho prisionero y fusilado. Su cadáver fue decapitado y la cabeza freída en aceite y luego fue paseada en triunfo en las calles de la Ciudad de Guatemala. Cerna eliminó la libertad de pensamiento que había en Guatemala desde la muerte de Carrera y ordenó que capturaran a los líderes liberales, el diputado Miguel García Granados, Manuel Larrave y José María Samayoa. Solamente García Granados pudo escapar, ayudado por el también diputado José Víctor Zavala, y luego se asiló en la embajada inglesa, de donde pudo abandonar el país tras pagar una fianza de $10,000. |
| Campaña de 1871                  | 2 de abril de 1871      | Con la ayuda del gobierno mexicano de Benito Juárez, quien les facilitó rifles Winchester y Remington a los rebeldes, el autonombrado general Justo Rufino Barrios con cuarenta y cinco hombres ocupó el pueblo de Tacaná. |
| Campaña de 1871                  | 3 de abril de 1871      | El capitán Antonio Búrbano, al mando de doscientos sesenta hombres de las fuerzas gubernamentales atacó Tacaná, pero tras un breve combate, se retiró dejando el campo a la pequeña fuerza de los liberales. Cayó el presidente conservador Dueñas en El Salvador, permitiendo que se iniciara el frente oriental contra el gobierno. |
| Campaña de 1871                  | 14 de mayo de 1871      | Cuando las fuerzas de Miguel García Granados se aproximaron a Retalhuleu, esta fue abandonada por su guarnición de doscientos cincuenta hombres. Los liberales fueron atacados luego por cuatrocientos hombres de Santa Rosa, al mando del sargento mayor Simón Ruano junto con los doscientos cincuenta que habían huido. Pero los liberales lograron rechazar a las fuerzas del gobierno conservador. |
| Campaña de 1871                  | 28 de mayo de 1871      | El coronel Aquilino Calonge con novecientos hombres del gobierno conservador se dirigió sobre los liberales alzados, que solamente sumaban trescientos hombres. El combate se inició a las 9:00 a. m., y a pesar de la superioridad numérica de las fuerzas gubernamentales, fueron completamente derrotadas, dejando sobre el campo doscientas armas, ocho cajas de municiones y otros pertrechos. |
| Campaña de 1871                  | 3 de junio de 1871      | Acta de Patzicía: Barrios y otros líderes liberales se reúnen en Patzicía, y desconocen la autoridad del gobierno de Cerna nombrando al general Miguel García Granados como presidente provisional, autorizado a establecer su gobierno. |
| Campaña de 1871                  | 23 de junio de 1871     | Ochocientos hombres del ejército liberal habían tomado posiciones en la cumbre del cerro el Coshón, y el 22 de junio adelantó hasta Tierra Blanca. El 23 a las 4:00 a. m. las tropas conservadoras de Vicente Cerna y Cerna, que se extendían desde las alturas del Calvario de Totonicapán hasta el Agua Caliente, iniciaron el combate, que terminó a la 1:00 p. m., con una derrota para las fuerzas de Cerna, que a pesar de ser de seis mil hombres, tuvieron que ceder la plaza a los liberales. Cerna se retiró de Totonicapán y las tropas de García Granados ocuparon la plaza al día siguiente. |
| Campaña de 1871                  | 29 de junio de 1871     | Después de la derrota en Tierra Blanca, el presidente Cerna fue a Chimaltenango, donde pensaba fortificarse, pero a último momento decidió seguir hacia Antigua Guatemala; los liberales que lo seguían tomaron el camino de Sumpango, cortándole la comunicación con la Ciudad de Guatemala. A las 8:30 a. m. del 29, los liberales ocuparon San Lucas Sacatepéquez. El general García Granados ordenó al general Barrios situarse en posiciones que dominaran la encrucijada de San Lucas, en donde se bifurca el camino entre Antigua Guatemala y la Ciudad de Guatemala. Barrios destacó tres compañías a ocupar el cerro de San Bartolo, las cuales se enfrentaron con la vanguardia conservadora y ocuparon la posición. Cerna hizo ocupar las alturas que dominan el camino que conduce a la Labor de Diéguez y otras inmediatas, pero fue derrotado tras una hora de combate. |
| Campaña de 1871                  | 30 de junio de 1871     | Entrada del ejército liberal a la capital de Guatemala: el mariscal José Víctor Zavala intervino para evitar que las tropas liberales hicieran una matanza en la ciudad, y para garantizar que hubiera una transición eficiente al nuevo gobierno. Cerna y su gabinete huyeron a Honduras; Cerna tuvo que pedir dinero prestado para poder huir. |

### Poema de Ismael Cerna Sandoval
El coronel y poeta Ismael Cerna, sobrino del Mariscal Cerna, fue hecho prisionero cuando ayudó a su tío a exilarse en Honduras.  Desde prisión, escribió el poema En la cárcel dedicado a Justo Rufino Barrios y a los liberales:
| «Soy joven, fuerte soy, soy inocente Y ni el suplicio ni la lucha esquivo; Me ha dado Dios un alma independiente, Pecho viril y pensamiento altivo. Que tiemblen ante ti los que han nacido Para vivir de infamia y servidumbre, Los que nunca en su espíritu han sentido Ningún rayo de luz que los alumbre: Los que al infame yugo acostumbrados Cobardemente tu piedad imploran; los que no temen verse deshonrados porque hasta el nombre del honor ignoran.» | «Yo llevo entre mi espíritu encendida La hermosa luz del entusiasmo ardiente; Amo la libertad más que la vida Y no nací para doblar la frente. Por eso estoy aquí do altivo y fuerte Tu fallo espero con serena calma; Porque si puedes decretar mi muerte, jamás podrás envilecerme el alma. ¡Hiere! Yo tengo en la prisión impía La honradez de mi nombre por consuelo; ¿qué me importa no ver la luz del día Si tengo en mi conciencia la del cielo? Nada me importas tú, furia impotente, Víctima del placer, señor de un día; Si todos ante ti doblan la frente Yo siento orgullo en levantar la mía. Quiero que veas que tu furia arrostro Y sin temblar que agonizar me veas, Para lanzarte una escupida al rostro Y decirte al morir: ¡maldito seas!» |

## Muerte

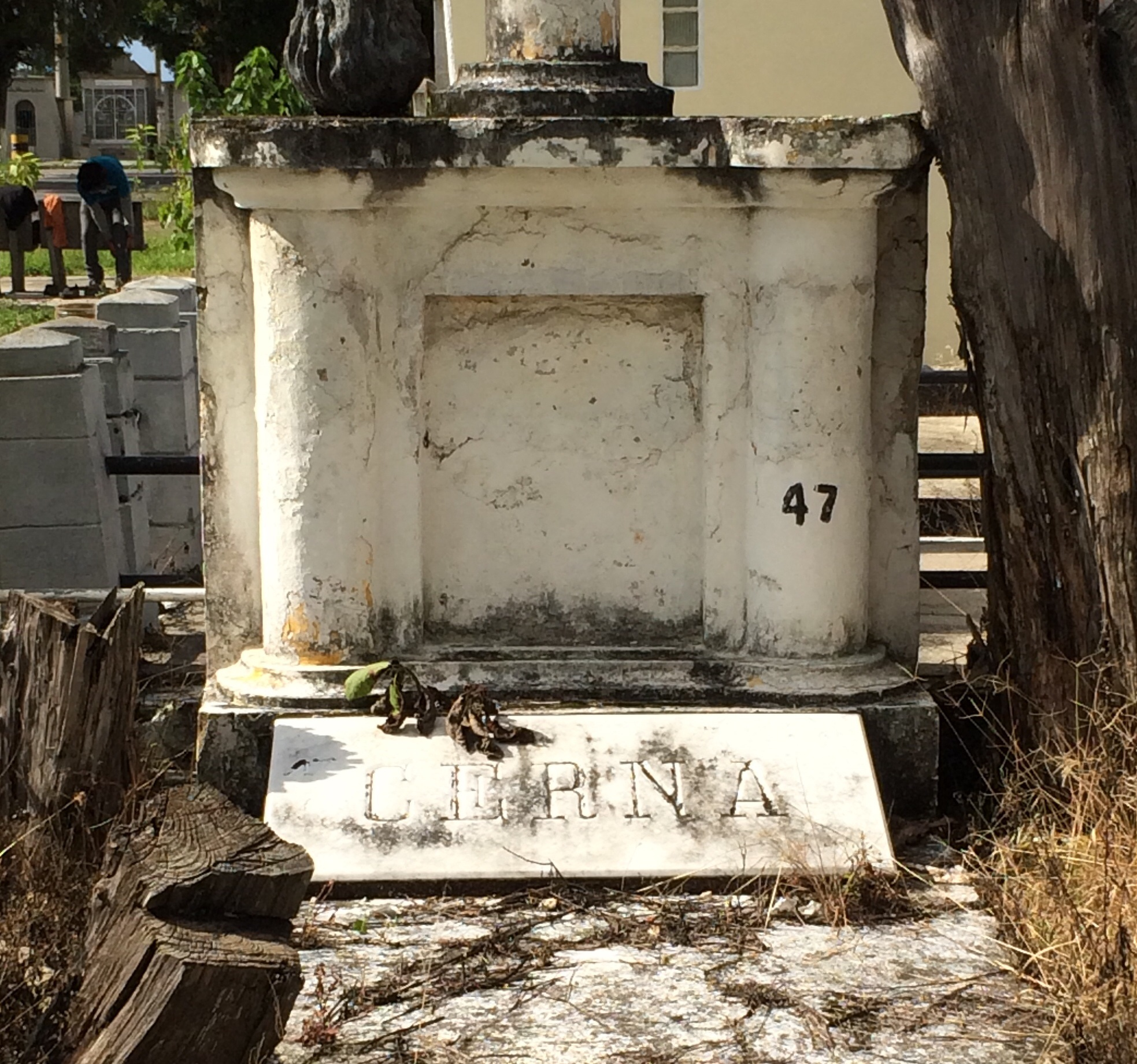
Tumba del Mariscal Cerna en la avenida de «Los Cerritos» en el Cementerio General de la Ciudad de Guatemala en julio de 2014.

Tras morir el 28 de junio de 1885, el Mariscal Cerna fue sepultado en el Cementerio General de la Ciudad de Guatemala; la nota de su inhumación dice así: «Junio 29 de 1885: En esta fecha ha sido sepultado el cadáver del General Don Vicente Cerna, originario de Jalapa, residente en Guatemala. Muerte: Inflamación en el estómago, acaecida ayer a las 10 1/2 p.m., edad 70 años, viudo, hijo de Don Rafael Cerna y de Doña Gerónima Cerna. Se sepultó en el Cementerio General habiendo presentado los conductores la Boleta de Inscripción del Registro Civil y la de la Administración del Servicio Fúnebre que corre con el No. 48. El Guardián, [firma] Higinio Armas».